# 措岑海姆
措岑海姆是德国莱茵兰-普法尔茨州的一个市镇。总面积3.18平方公里，总人口633人，其中男性324人，女性309人（2011年12月31日），人口密度199人/平方公里。